# Francisco Martín Díez

Francisco Martín Díez (¿?, siglo XVI - Salamanca, 26 de septiembre de 1634) fue un compositor y maestro de capilla español. Los apellidos también se ha transmitido como Martínez y Díaz.
No debe confundirse con fray Francisco Martínez Díez, organista del convento de Domus Dei de Aguilera en 1780.

## Vida
Se desconoce tanto el origen como la formación de este compositor.
Las primeras noticias que se tienen de él son de la Catedral de El Burgo de Osma, donde el maestro Juan de la Bermeja había dejado vacante el cargo tras irse a Segovia el 11 de marzo de 1619.  El cabildo de El Burgo colocó los edictos e invitó a Alonso Fernández, que había sido organista en El Burgo y que en ese momento era canónigo en la Catedral de Sigüenza, a presidir el tribunal. Fernández rechazó la propuesta y el cabildo realizó los exámenes bajo el peritaje del organista Crespo y el racionero Martínez. El cabildo eligió el 27 de abril al único aspirante, Martín Díez, que tomó posesión del cargo el 29 del mismo mes.

[...] era suficiente y benemérito para dicho el magisterio y se podían tener muy buenas esperanzas que esto había de ir en aumento [...]

Permanecería en El Burgo de Osma hasta 1627, posiblemente hasta septiembre, mes en el que tomó posesión del magisterio de la Catedral de Salamanca, vacante tras la partida de Diego de Pontac. Permaneció en el cargo en Salamanca hasta su fallecimiento, el 16 de septiembre de 1634.

## Obra
No se conservan composiciones suyas no en El Burgo de Osma, ni en Salamanca.